# 查尔斯·弗利特伍德
查尔斯·弗利特伍德（英語：Charles Fleetwood；1618年—1692年10月4日），是英国内战时期新模范军将领、英格兰共和国时期政治家。

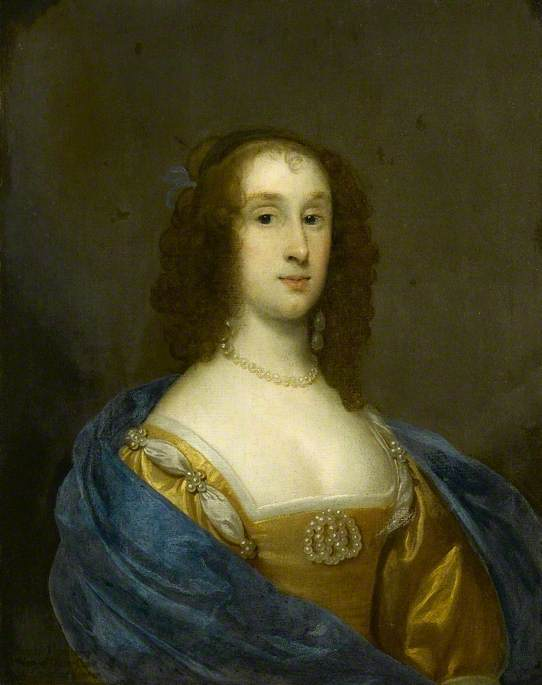
弗利特伍德的第二任妻子布里奇特·克伦威尔，即奥利弗·克伦威尔的女儿以及亨利·艾尔顿的遗孀

他娶了奥利弗·克伦威尔的女儿，1652年至1655年担任爱尔兰总督，他在当地推行克伦威尔的新教政策，并实施了1652年爱尔兰定居法案。弗利特伍德在第三次英国内战时期被克伦威尔任命为少将，此后他成为共和国最忠实的支持者之一。护国公克伦威尔于1658年9月3日去世时，弗利特伍德支持由他的妻弟理查德·克伦威尔继任护国公。而当时围绕着权力继承存在一些争议，国务秘书约翰·瑟洛的一封信暗示克伦威尔曾在8月30日以口头形式提名了他的儿子理查德，但其他说法则声称要么克伦威尔没有提名任何继任者，要么他提名了他的女婿弗利特伍德将军。
但由于理查德缺乏其父的军事威望，以致于他的统治越来越不得人心，弗利特伍德转而反对他并迫使其解散了第三届共和国议会。弗利特伍德与他少将集团的盟友约翰·兰伯特实质上统治了共和国一年多，但他们的军队最终被复辟斯图亚特王朝的乔治·蒙克将军击败。他在王政复辟时代被纳入《1660年赔偿法案》的适用范围，因此成为被赦免的20名参与当年处决查理一世的圆颅党人之一，尽管他一直活到1692年10月4日，但他的政治生涯已经结束。

## 文献来源
- Ashley, Maurice. Cromwell's generals (1954), pp 181–98 ·
- Barnard,  T. C. Cromwellian Ireland: English government and reform in Ireland, 1649–1660 (1975)
- Barnard, Toby. . . Oxford University Press. January 2008 [2004]. doi:10.1093/ref:odnb/9684.
- Daniels, Peter. . Hackney History. 2002, 8. （原始内容存档于2007-07-01）.
- Jeffery, John Varley. Cromwell's deputy: the life & times of General Charles Fleetwood (Ulric Publishing, 2008).
- Keeble, N.H. . Oxford: Wiley-Blackwell. 2002  [2022-05-09]. ISBN 9780631195740. （原始内容存档于2022-05-16）.</ref>
- LPGT staff. . The London Parks & Gardens Trust (LPGT). 1 June 2011  [1 October 2011]. （原始内容存档于19 November 2013）.

Attribution
- 本条目包含来自公有领域出版物的文本: Chisholm, Hugh (编). .  10 (第11版). London: Cambridge University Press: 493. 1911.